# John Battle
John Battle, född 26 april 1951, är en brittisk Labourpolitiker. Han var parlamentsledamot för valkretsen Leeds West från 1987 till 2010.
Battle är abortmotståndare. Han avgick som whip i protest mot Labours stöd för Gulfkriget 1991. Under Tony Blairs regering från 1997 till 2001 var han biträdande minister (Minister of State) i först handels- och industridepartementet och sedan utrikesdepartementet. Efter  valet 2001 fick han lämna regeringen. Han blev medlem av Privy Council 2002.